# Body Language
Body Language er det niende studiealbum fra den australske sangerinde Kylie Minogue, udgivet i november 2003 af Parlophone.

## Udgivelse
Body Language er Minogues tredje album for Parlophone og blev indspillet i sommeren 2003 i Storbritannien, Irland og Spanien. Albummet blev ikke så stor en succes som hendes forrige album Fever, men nåede førstepladsen i flere lande. Albummet blev promoveret med en spektakulær koncert med titlen Money Can't Buy den 15. november 2003 i London. Minogue gav syv nye sange sammen med nogle af sine ældre hits. I juli 2004 blev koncerten udgivet på dvd med titlen Body Language Live, som indeholdt en uredigeret version af koncerten.
De australske og japanske versioner af albummet indeholder bonusnummeret "Slo Motion". Den japanske version indeholder desuden yderligere et bonusnummer, "You Make Me Feel". Den nordamerikanske version udgivet i 2004 indeholder to bonusnumre, "Cruise Control" og "You Make Me Feel". Albummet nåede en 42. plads på Billboard 200 og har solgt mere end 171.000 eksemplarer.

## Singler
"Slow" blev udgivet i november 2003 på hele verdensmarkedet. Singlen nåede førstepladsen i Storbritannien, Australien, Spanien og Rumænien. Sangen nåede også topti i mange andre lande, herunder Canada, Italien, Nederlandene, New Zealand, Taiwan og Portugal i slutningen af 2003 og begyndelsen af 2004.
"Red Blooded Woman" blev udgivet i februar 2004. Singlen nåede fjerdepladsen i Australien og femtepladsen i Storbritannien. Sangen nåede også topti i Danmark, Ungarn, Irland og Italien. Sangen nåede førstepladsen på Billboard og attendepladsen i New Zealand.
"Chocolate" blev udgivet i juni 2004 på verdensplan. Singlen nåede sjettepladsen i Storbritannien og fjortendepladsen i Australien.

## Sporliste
| #   | Titel                    | Sangskriver(e)                                                                        | Længde |
| --- | ------------------------ | ------------------------------------------------------------------------------------- | ------ |
| 1.  | "Slow"                   | Kylie Minogue, Dan Carey, Emilíana Torrini                                            | 3:15   |
| 2.  | "Still Standing"         | Ash Thomas, Alexis Strum                                                              | 3:39   |
| 3.  | "Secret (Take You Home)" | Curtis T. Bedeau, Gerard Charles, Hugh Clarke, Reza Safinia, Lisa Greene, Paul George | 3:16   |
| 4.  | "Promises"               | Kurtis Mantronik, David Billing                                                       | 3:17   |
| 5.  | "Sweet Music"            | Kylie Minogue, Karen Poole, Ash Thomas                                                | 4:11   |
| 6.  | "Red Blooded Woman"      | Johnny Douglas, Karen Poole                                                           | 4:21   |
| 7.  | "Chocolate"              | Johnny Douglas, Karen Poole                                                           | 5:00   |
| 8.  | "Obsession"              | Kurtis Mantronik, David Billing, M. Grey                                              | 3:31   |
| 9.  | "I Feel for You"         | Liz Winstanley, J. Piccioni, S. Anselmetti                                            | 4:19   |
| 10. | "Someday"                | Kylie Minogue, Emilíana Torrini, Ash Thomas                                           | 4:18   |
| 11. | "Loving Days"            | Kylie Minogue, Richard Stannard, Julian Gallagher, Dave Morgan                        | 4:26   |
| 12. | "After Dark"             | Cathy Dennis, Chris Braide                                                            | 4:10   |

## Medlemmer
| - Kylie Minogue – vokal, baggrundsvokal - Niall Alcott – lydtekniker (spor 11) - Baby Ash – producent (spor 2, 5, 10), miksing (spor 2, 5, 9, 10), vokalproducent (spor 9), baggrundsvokal (spor 2) - William Baker – visuel retning, styling - David Billing – baggrundsvokal (spor 4) - Chris Braid - alle instrumenter, baggrundsvokal (spor 12) - Dave Clews – Pro Tools (spor 3, 6, 7), programmering (spor 6, 7), keyboard (spor 6) - Cathy Dennis – producent, alle instrumenter, baggrundsvokal (spor 12) - Johnny Douglas – vokalproducent, ekstra producent (spor 3, 4, 8), alle instrumenter, baggrundsvokal - Electric J – producent (spor 9) - Steve Fitzmaurice – miksing (spor 3, 4, 8) - Dylan Gallagher – pre-produktion (spor 12) - Julian Gallagher – producer, keyboards, programmering (spor 11) - Miriam Grey – baggrundsvokal (spor 4) - Simon Hale – strengeinstrument - Damon Iddins – assistent på miksing (spor 3, 4, 8) | - London Symphony Orchestra – orkester (spor 11) - Kurtis Mantronik – producent (spor 4, 8) - Tony Maserati – miksing (spor 12) - Dave McCracken – programmering (spor 12) - Mert and Marcus – fotografi - Dave Morgan – guitar, keyboards (spor 11) - Dan Carey – miksing (spor 1) - Geoff Pesh – mastering - Karen Poole – baggrundsvokal (spor 6, 7) - Geoff Rice – assistant på lydtekniker (spor 12) - Richard Stannard – producent, baggrundsvokal, keyboards (spor 11) - Alexis Strum – baggrundsvokal (spor 2) - Sunny Roads – producent (spor 1) - Danton Supple – lydtekniker (spor 12) - Alvin Sweeney – lydtekniker, miksing, programmering (spor 11) - Gavyn Wright – orkesterleder (spor 11) |

## Hitlister
| Hitliste (2003–04)                | Placering |
| --------------------------------- | --------- |
| Australien (ARIA Charts)          | 2         |
| Østrig (IFPI Austria)             | 23        |
| Belgien (Ultratop 50 Flandern)    | 10        |
| Belgien (Ultratop 50 Vallonien)   | 33        |
| Danmark (IFPI Denmark)            | 22        |
| Nederlandene (MegaCharts)         | 19        |
| Europa (European Top 100 Albums)  | 9         |
| Finland (Suomen virallinen lista) | 32        |
| Frankrig (SNEP)                   | 31        |
| Tyskland (Media Control Charts)   | 11        |
| Irland (Irish Albums Chart)       | 19        |
| Japan (Oricon)                    | 43        |
| New Zealand (RIANZ)               | 23        |
| Norge (VG-lista)                  | 21        |
| Polen (Polish Music Charts)       | 49        |
| Portugal (AFP)                    | 14        |
| Sverige (Sverigetopplistan)       | 20        |
| Schweiz (Schweizer Hitparade)     | 8         |
| Storbritannien (UK Albums Chart)  | 6         |
| USA (Billboard 200)               | 42        |

## Certificering
| Land                       | Certificering |
| -------------------------- | ------------- |
| Australien (ARIA)          | 2× Platina    |
| Østrig (IFPI Austria)      | Guld          |
| Schweiz (IFPI Switzerland) | Guld          |
| Storbritannien (BPI)       | Platina       |